# Selkis
Selkis (Selchis, Selket, Selkhit, Serqet) je egipatska božica škorpiona i liječenja. Također, ona je zaštitnica pokojnika, zajedno s Neftidom. Njezin je sin Nehebkau. Svećenici Selkis učili su liječništvo, jer je Selkis imala moć liječenja rana. U umjetnosti je Selkis često prikazivana kao škorpion s ljudskom glavom, ili kao žena koja na glavi ima krunu škorpiona (na desnoj slici).
Najopasnije vrste škorpiona su u sjevernoj Africi te mogu ubiti, pa je zato Selkis bila moćna i važna božica, zaštinica faraona. Štitila je ljude od zmija i škorpiona, a bogove od kobre Apopa. Selkis je bila povezivana sa smrću, kao božica smrti, jer je čuvala mumije i pogrebne posude (kanope), a pomagao joj je Kebehsenuf. Božice koje su joj pomagale bile su Neftida, Izida i Neit. Selkis je povezivana s Izidom, što se vidi po njihovom izgledu. Zapravo, mnoge su se božice prikazivale isto - u crvenoj haljini, sa žezlom u ruci, ali su imale različite krune.

## Vanjske poveznice
|  | Zajednički poslužitelj ima još gradiva o temi Selkis |